# Profeta

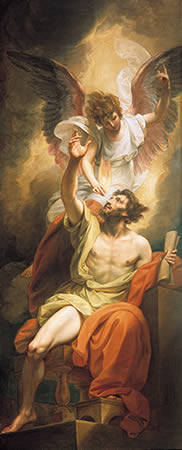
Inspiração profética: Os lábios de Isaías tocados pelo fogo, De Benjamin West.

Em uma religião, profeta (do grego: πρoφήτης, prophétes ou profétés, feminino profetisa) é um indivíduo que alega ter sido contactado pelo sobrenatural ou divino e que fala por eles, servindo como um intermediário com a humanidade, passando, este novo conhecimento descoberto, da entidade sobrenatural para as outras pessoas. A mensagem transmitida pelo profeta é chamada de Profecia.
Reivindicações de profecias existiram em diversas culturas através da História, incluindo o Judaísmo, Cristianismo, Islamismo, na Grécia antiga, Zoroastrismo, Maniqueísmo, fé bahá'í e muitas outras. Tradicionalmente, os profetas são considerados como tendo um papel importante na sociedade que promove a mudança devido as suas mensagens e ações, que podem transmitir o desprazer de um ser divino pelo comportamento das pessoas.
No final do Século XX, utilizou-se a denominação de profeta para se referir a indivíduos particularmente bem sucedidos em análise no campo da economia, mas também de forma depreciativa, como o termo em inglês 'profeta da ganância'. Alternativamente, os críticos sociais que comentam a escalada de uma crise são muitas vezes chamados de 'profetas do Apocalipse'.

## Etimologia
A palavra em português Profeta origina-se da palavra grega προφήτης (prophétes), seu significado vindo de advogar ou discursar em público.
Em latim propheta, "intérprete" ou "porta-voz" especialmente dos deuses, "inspirado pregador ou professor", de pro - "à frente, mais adiante" ou "para, em nome de", mais a raiz phanai - "falar". Ou seja, uma pessoa que falava "o que ia acontecer mais adiante" ou "em nome de alguém".
O normal em hebraico para profeta é nabí. A sua etimologia é incerta. De acordo com muitos críticos recentes, a raiz de Nabí, não empregada no hebraico, significa falar com entusiasmo, "proferir grito", como os pagãos mânticos. Fazendo um exame comparativo das palavras cognatas em hebraico e as outras línguas semitas, é ao menos igualmente provável que o significado original era simplesmente: "falar", "proferir palavras".

## Religiões abraâmicas

### Judaismo
Em Hebraico, a palavra נָבִיא (nabí), porta-voz, tradicionalmente se traduz como profeta. A segunda subdivisão da Bíblia hebraica, TaNaKh (para a Torá, Neviim, Ketuvim), é dedicada aos profetas hebreus. O significado de nabí é talvez descrito em Deuteronômio 18:18, onde Deus disse: "...Eis lhes suscitarei um profeta do meio de seus irmãos, como tu, e porei as minhas palavras na sua boca, e ele lhes falará tudo o que eu lhe ordenar". Assim, o nabí foi pensado para ser a "boca" de Deus. A raiz alef-bet-nun (nabi) baseia-se na raiz de duas letras 'nun-bet' que denotam vazio ou abertura; para receberem sabedoria transcendental, alef, deveriam tornar-se um com ela e compartilharem esta sabedoria.

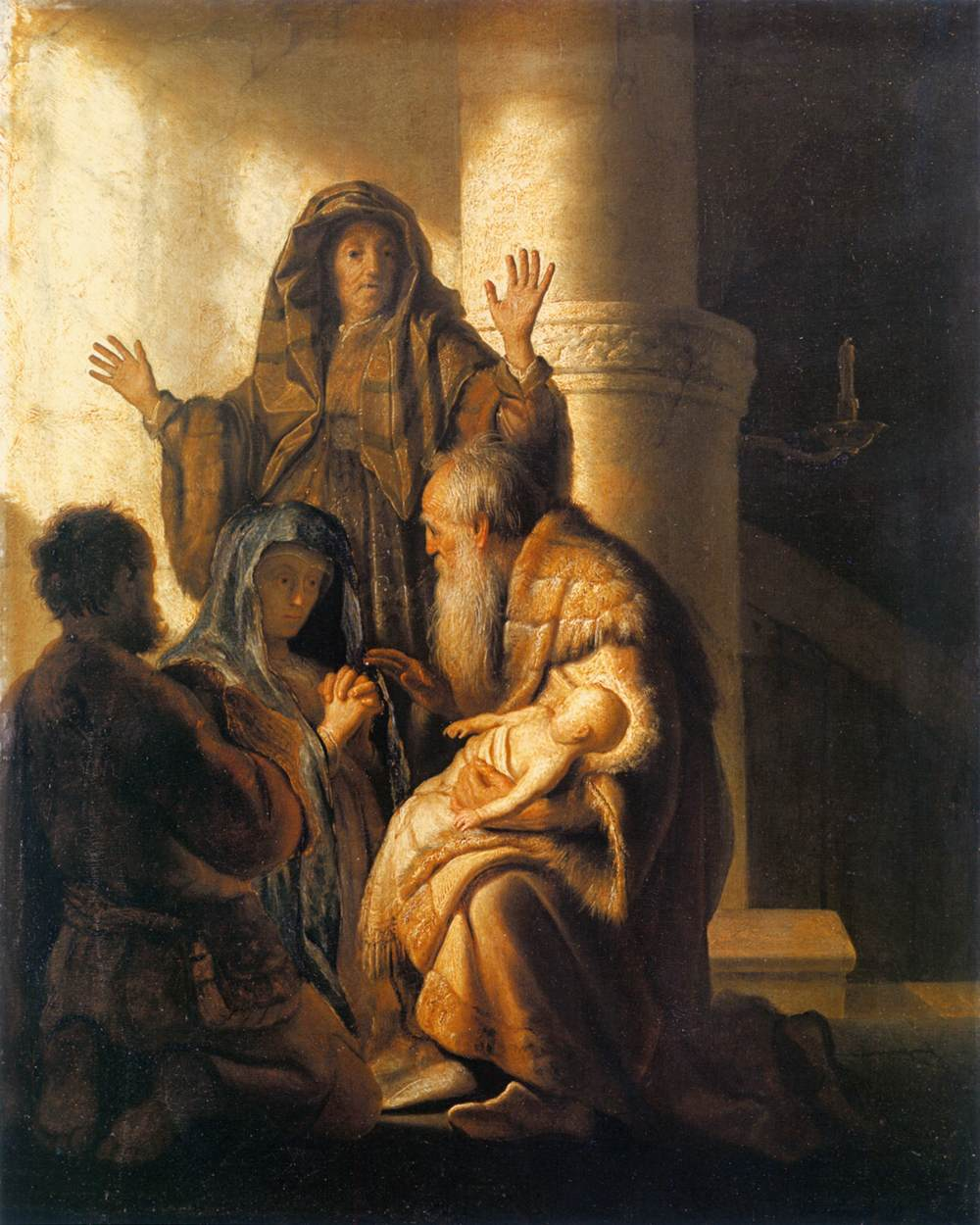
Ana e Simeão no Templo. Rembrandt van Rijn século XVII

O livro do Antigo Testamento, revela que antes de serem comumente chamados profetas, tais pessoas eram chamadas de videntes. É um nome sugestivo que descrevia a quem Deus revelava os acontecimentos futuros, por meios de sonhos, visões ou aparições de anjos. Eram escolhidos por Deus e tinham enorme autoridade religiosa e influência. Normalmente, eles eram tidos como conselheiros e instrutores da Lei de Deus.
Além de escrever e transmitir as mensagens de Deus, o israelita ou judeu neviim (porta-voz, profeta) muitas vezes encenava parábolas proféticas em sua vida. Por exemplo, a fim de comparar a desobediência do povo com a obediência dos Recabitas, Deus ordena a Jeremias que convide os recabitas para beberem vinho, em desobediência a ordem de seu antepassado. Recusaram-se os recabitas, portanto, Deus os louvou. Outras parábolas proféticas encenadas por Jeremias incluíam enterrar um cinto de linho, para que ele fosse arruinado ilustrando como Deus pretendia destruir o orgulho do povo de Judá. Da mesma forma, Jeremias comprou um pote de barro e quebrou-o no Vale de Ben Hinnom na frente de anciãos e sacerdotes para ilustrar que Deus esmagaria a nação de Judá e a cidade de Judá, para além de reparo. Deus instruiu Jeremias a tornar um jugo de madeira e tiras de couro e colocá-los em seu próprio pescoço para demonstrar como Deus colocaria a nação sob o jugo de Nabucodonosor, rei da Babilônia. De uma maneira similar, o profeta Isaías teve de andar despojado e descalço por três anos, para ilustrar o cativeiro próximo, e o profeta Ezequiel teve de deitar do lado por 390 dias e comer comida calculada para ilustrar os próximos do cerco.
A expressão "filhos dos profetas", designava todos aqueles que se tornavam discípulos e ministros ajudantes (ou seja, servidores) dos profetas do Antigo Testamento.

### Cristianismo
Para o cristianismo, há vários profetas, conforme o Antigo Testamento e o Novo Testamento.
Ser profeta no cristianismo é ser aquele que fala em nome de Deus e inspirado por Deus. Os homens que alegam que Deus os comissionou para transmitirem a palavra de Deus ou do projeto a respeito de fatos que iriam ocorrer por vontade divina

#### Profetas da Bíblia
Os antigos israelitas nutriam diferentes títulos oraculares a homens capazes de falar em nome de Deus: "ro'eh" (videntes), "hozeh" (pessoas que tem visões), "elohim" (pessoas de notável santidade e poder miraculoso), "nabi" (homens e mulheres vocacionadas por Deus), "nebiim" (iniciados nas "Escolas de Profetas"), "qosem" (adivinhos). Aqueles videntes, visionários, adivinhos e profetas eram títulos distintos, que inclusive não se relacionavam harmoniosamente entre si. Alguns, como Elias, eram iniciados com cortes de cabelo e marcas corporais. Outros pregaram sem sequer serem chamados de profetas, se opondo radicalmente aos sacerdotes e "profetas" oficiais: foi o caso de Oséias, Amós, Miquéias, Jeremias e Isaías. E alguns, na verdade, estavam ao lado dos sacerdotes, contra os pregadores independentes: Ageu e Zacarias.
Literariamente falando, profeta e profética pode ser dividida de várias maneiras. A mais tradicional e comum, entre os cristãos, é a divisão em profetas maiores e profetas menores. Não porque uns sejam mais importantes que outros, mas simplesmente pela extensão de seus escritos. Os profetas maiores são quatro: Isaías, Jeremias (que também escreveu Lamentações), Ezequiel, Daniel. Os menores são doze: Oseias, Joel, Amós, Obadias, Jonas, Miqueias, Naum, Habacuque, Sofonias, Ageu, Zacarias e Malaquias, cabendo observar que o Livro de Baruque, que é relacionado entre os livros proféticos na Septuaginta, nas Bíblia adotadas pela Igreja Católica e pelas Igrejas Ortodoxas, é Deuterocanônico, ou seja, não constam na Bíblia Hebraica e não são aceitos pelas Igrejas que adotam a Bíblia proposta por Lutero.
Por sua vez, a Bíblia Hebraica agrupa os livros de Isaías, Jeremias, Ezequiel e os dos doze profetas sob o título de "Profetas Posteriores" e os coloca após os "Profetas Anteriores": (Josué, Juízes, I Samuel, II Samuel, I Reis, II Reis), enquanto que a Septuaginta (tradução do Antigo Testamento para o Grego Koiné, cuja estrutura é utilizada por maior parte das Igrejas Cristãs) apresenta os livros proféticos depois dos Livros Históricos, destacando-se que a Bíblia Hebraica não inclui o Lamentações e Daniel entre os "Profetas Posteriores", mas entre os "Escritos" (Kethuvim).

##### Profetas do Novo Testamento
- Ana
- Barnabé
- Simeão
- João Batista
- Jesus
- Ágabo
- João
- Duas Testemunhas

### Islamismo
O islamismo compartilha suas raízes com o judaísmo e o cristianismo, mantendo a crença em profetas, desde Adão até Jesus, passando por Abraão: segundo a religião muçulmana, todos estes divulgaram revelações ou inscrições da palavra de Deus aos seres humanos. Por último, o selo dos vários profetas foi Muhammad.

### Fé Bahá'I
A Fé Bahá'í considera duas classes de Profetas: os independentes, com seguidores, e os dependentes, seguindo os primeiros. Os independentes, de acordo com os escritos Bahá'ís, são os Fundadores das grandes religiões mundiais conhecidas, como Krishna, Abraão, Moisés, Buda, Zoroastro, Jesus, Maomé, O Báb e Bahá'u'lláh. Os profetas dependentes, segundo 'Abdu'l-Bahá, filho de Bahá'u'lláh:
"..seguem e dão-lhes seu apoio, pois são apenas ramos, não tendo independência, recebem a Graça dos Profetas universais. Assemelham-se à lua, que não é luminosa e radiante por si mesma, mas recebe do sol a sua luz."
Possuem como missão espalhar a Fé de Deus à humanidade. Entre eles encontram-se várias figuras Bíblicas como Isaías, Daniel, João Batista, e assim por diante, adicionando também os Profetas do Islão, como também da própria religião Bahá'í.

## Denominações proféticas modernas
- A Igreja de Jesus Cristo dos Santos dos Últimos Dias
- Testemunhas de Jeová
- Igreja Adventista do Sétimo Dia
- Comunidade Ahmadi